# Micromia fletcheri
Tripteridia fletcheri là một loài bướm đêm trong họ Geometridae.